# Grandes éxitos (álbum de Alaska y los Pegamoides)
Grandes éxitos es el primer y único álbum de estudio de la banda española de post-punk Alaska y los Pegamoides, editado en abril de 1982 por la compañía discográfica Hispavox. El álbum vendió unas 50.000 copias en España, colocándose en el puesto número 10 de las mejores ventas de 1982.

## Antecedentes
Tras el lanzamiento del sencillo «Otra dimensión», el grupo mantiene desacuerdos con su entonces discográfica Hispavox por expulsar a dos de sus miembros, Nacho Canut y Eduardo Benavente. Mientras tanto, Alaska y Ana Curra empiezan a tomar las riendas del grupo, actuando ellas mismas de mánager y promotoras, e incluso escriben canciones como «Estrategia militar», «Redrum» y «Quiero ser santa», que finalmente asume el grupo paralelo Parálisis Permanente.
La discográfica anuncia el lanzamiento de su primer álbum de estudio. La grabación se hace a finales de 1981 y Carlos Berlanga ya había abandonado el grupo. El título del álbum, Grandes éxitos, se debe a que se recogen las mejores canciones que habían tocado en vivo pero no habían grabado hasta entonces. Para promocionar el álbum se elige como primer sencillo la canción «Bailando», ya que Carlos Juan Casado (ejecutivo de Hispavox) tiene preferencia por ella. El álbum finalmente se publica en la primavera de 1982 en España y más tarde en otros países europeos y logra colocarse en el puesto número diez de la lista semanal de álbumes más vendidos de España en 1982.

## Lista de canciones
| Lado A |                                                 |                               |          |  |
| N.º    | Título                                          | Compositor(es)                | Duración |  |
| 1.     | «Bailando»                                      | Ignacio Canut Carlos Berlanga | 05:10    |  |
| 2.     | «El plan»                                       | Canut Berlanga                | 02:44    |  |
| 3.     | «La tribu de las Chochoni» (con Fabio McNamara) | Fabio de Miguel Berlanga      | 03:00    |  |
| 4.     | «Rosa y verde»                                  | Canut Berlanga                | 01:38    |  |
| 5.     | «Alta tensión»                                  | Canut Berlanga                | 02:52    |  |
| 6.     | «No sé por qué»                                 | Berlanga                      | 02:42    |  |

| Lado B |                                 |                                  |          |  |
| N.º    | Título                          | Compositor(es)                   | Duración |  |
| 7.     | «La línea se cortó»             | Eduardo Benavente Canut Berlanga | 04:27    |  |
| 8.     | «Redrum»                        | Olvido Gara Ana Fernández        | 02:13    |  |
| 9.     | «¿Que piensas de los insectos?» | Canut Berlanga                   | 01:17    |  |
| 10.    | «Estrategia militar»            | Gara Fernández                   | 03:13    |  |
| 11.    | «Tokyo»                         | Canut Berlanga                   | 02:20    |  |
| 12.    | «Secretos de belleza»           | Canut Berlanga                   | 01:20    |  |
| 13.    | «Vicky»                         | Canut Berlanga                   | 01:15    |  |
| 14.    | «Llegando hasta el final»       | Canut Berlanga                   | 02:01    |  |

## Personal
Alaska y los Pegamoides
- Alaska – voz, producción
- Nacho Canut – bajo, producción
- Ana Curra – teclados, producción
- Carlos Berlanga – voz, guitarra, producción
- Eduardo Benavente – batería, producción

Técnico
- José María Diez – técnico de sonido

## Listas de popularidad

### Lales
| Lista (1982)   | Posición |
| -------------- | -------- |
| España (AFYVE) | 10       |